# 六栄村
六栄村（ろくえいむら）は、熊本県の北部、玉名郡にかつてあった村。

## 歴史
- 1889年4月1日 - 玉名郡宮野村、永塩村、折崎村が合併し成立。
- 1956年9月30日 - 玉名郡腹赤村と合併し、腹栄村となる。

### 村名の由来
村を構成する六つの地区の繁栄を願って命名された。六栄村の前身である宮野村・永塩村・折崎村はすべて合成地名であり、宮野村は宮崎村・宮崎出目村・向野村、永塩村は永方村・塩屋村、折崎村は折地村・赤崎村がそれぞれ1876年（明治9年）に合併してできた村である。これら1876年（明治9年）以前の村のうち、宮崎村と宮崎出目村を1地区と見なし、合計6地区として六栄村となった。なお、合併当初は「むさかえむら」と読んでいた。